# El Universal (Venezuela)
Pour les articles homonymes, voir El Universal.
El Universal est un journal quotidien vénézuélien conservateur, fondé par Andrés Mata en 1909 avec l'aide d'Andrés Vigas.
C'est le quotidien national de référence au Venezuela avec El Nacional, tiré à 200 000 exemplaires.
Le groupe fait partie de l'Association des quotidiens de presse d'Amérique latine (PAL). Son propriétaire, Andrés Mata, représente le Venezuela au sein de la Société interaméricaine de presse (SIP).

## Histoire
El Universal est considéré comme un journal d'opposition au gouvernement d'Hugo Chávez.

## Presse vénézuélienne
Autres quotidiens nationaux au Venezuela : 
- El Mundo (Venezuela)
- El Nacional
- Quinto Día
- La Razón (Caracas)
- Últimas Noticias
- 2001